# Тампа-Бэй Раудис
«Та́мпа-Бэй Ра́удис» (англ. Tampa Bay Rowdies, «Тампа-Бэйские Буяны») — американский профессиональный футбольный клуб из города Сент-Питерсберг, штат Флорида. Клуб был основан в 2008 году, в 2011—2016 годах выступал в Североамериканской футбольной лиге (NASL), с 2017 года выступает в Чемпионшипе ЮСЛ. Команда выиграла чемпионат NASL в 2012 году.

## История
Клуб был основан 18 июня 2008 года. Является «наследником» футбольного клуба «Тампа-Бэй Раудис», существовавшего с 1975 по 1993 год и выступавшего в «старой» Североамериканской футбольной лиге.
Своё выступление на профессиональном уровне команда начала в 2010 году в USSF Division 2 Professional League.
Вначале команда играла под названием ФК «Тампа-Бэй», так как у руководства клуба не было разрешения на использование названия «Раудис», однако в декабре 2011 года руководство получило разрешение на использование названия до 2012 года.
Свой первый официальный матч команда провела 16 апреля 2010 года, в котором взяла верх над «Кристал Пэлас Балтимор» со счётом 1:0.
Первый гол в истории клуба забил нападающий Эрон Кинг.
В 2011 году команда начала своё выступление в NASL. В своём первом сезоне клубу удалось попасть в зону плей-офф.
В 2012 году клуб получил полные права на использование названия «Раудис». Также в сезоне 2012 года команда заняла 2 место по итогам сезона, и одержав победу в серии пенальти в финале плей-офф против «Миннесоты Юнайтед», выиграла чемпионат.
С 2017 года футбольный клуб «Тампа-Бэй Раудис» начал выступать в United Soccer League.

## Главные тренеры
- Пол Далглиш (2009—2010)
- Пэрри Ван дер Бек (2010)
- Рикки Хилл (2011—2014)
- Томас Ронген (2015)
- Стюарт Кэмпбелл (2015—2018)
- Нилл Коллинз (2018 — н. в.)

## Достижения
- Североамериканская футбольная лига
  - Чемпион (1): 2012